# Mile Jedinak
Mile Jedinak o Michael John Jedinak (Sydney, Austràlia, 3 d'agost de 1984) és un futbolista australià ja retirat que jugava de migcampista o defensa. Ha sigut internacional amb la selecció australiana. Actualment és entrenador assistent al Tottenham Hotspur Football Club.